# Nadija Kitsjenok

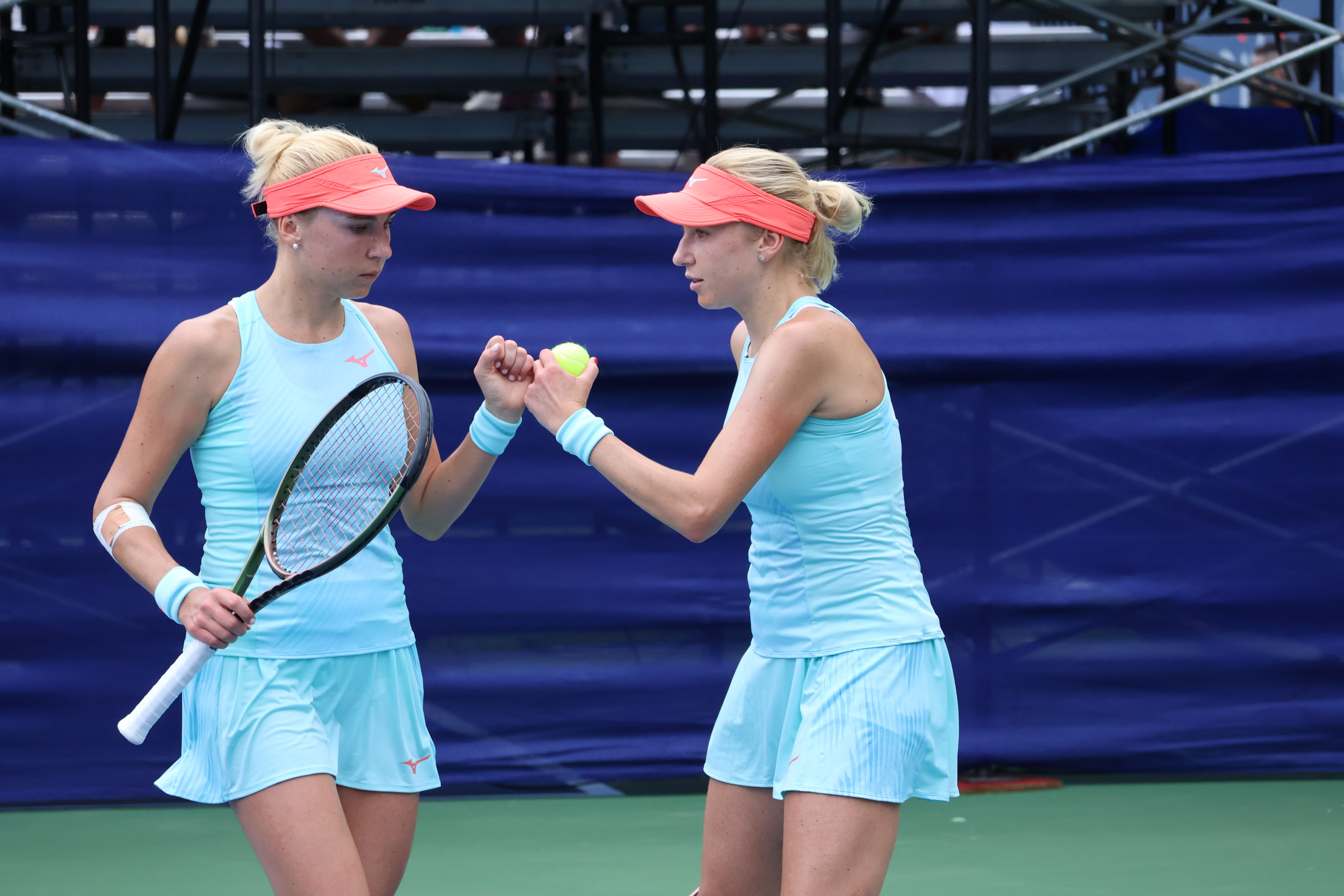
Met zus Ljoedmyla, Washington 2023, waar zij de halve finale bereikten

Nadija Kitsjenok (Oekraïens Надія Кіченок; Engelse transcriptie Nadiya Kichenok) (Dnipropetrovsk, 20 juli 1992) is een professioneel tennisspeelster uit Oekraïne. Zij begon met tennis toen zij acht jaar oud was. Haar favoriete ondergrond is hardcourt. Zij speelt rechtshandig en heeft een tweehandige backhand. Zij is actief in het internationale tennis sinds 2006.
Nadija is de tweelingzus van Ljoedmyla Kitsjenok (eveneens rechtshandig), met wie zij tot 2016 bijna al haar dubbelspeltoernooien speelde.

## Loopbaan

### Enkelspel
In 2006 stond Nadija Kitsjenok voor het eerst in de hoofdtabel van een ITF-toernooi, in Podgorica (Montenegro) – zij kwam niet voorbij de eerste ronde. Zij stond voor het eerst in een finale op het ITF-toernooi van Charkov (Oekraïne) in 2009 – zij werd verslagen door haar tweelingzus Ljoedmyla. In 2012 won Nadija haar eerste titel, op het ITF-toernooi van Karshi (Oezbekistan) – in de finale versloeg zij de Sloveense Tadeja Majerič. Tot op heden(juli 2025) won zij vier ITF-enkelspeltitels.
In het WTA-circuit drong zij in 2013 voor het eerst door tot een hoofdtoernooi: op het toernooi van Doha. Zij werd in de eerste ronde uitgeschakeld. Later dat jaar won zij haar eerste WTA-partij op het toernooi van Tasjkent. In 2014 werd zij voor het eerst toegelaten tot de hoofdtabel van een grandslamtoernooi, op het Australian Open 2014.
Haar hoogste positie op de WTA-ranglijst is de 100e plaats, die zij bereikte in januari 2014.

### Dubbelspel
Bij haar allereerste deelname aan een ITF-toernooi (2006 in Podgorica, Montenegro) wist zij meteen tot de finale door te dringen, samen met zus Ljoedmyla. Dat zette vanaf het begin de toon dat de zussen in het dubbelspel succesvoller werden dan in het enkelspel. Zij wonnen hun eerste titel in 2009 op het ITF-toernooi van Alphen aan den Rijn. Tot op heden(juli 2025) won Nadija 24 ITF-dubbelspeltitels, waarvan 22 samen met Ljoedmyla, één met landgenote Iryna Boerjatsjok en één met Russin Jekaterina Bytsjkova.
In het WTA-circuit stond zij in 2010 voor het eerst in een hoofdtoernooi, op het toernooi van Tasjkent – het bleef toen bij de eerste ronde. Een jaar later op diezelfde locatie wisten de zussen door te dringen tot de finale – zij verloren van Eléni Daniilídou en Vitalia Djatsjenko. In Tasjkent in 2012 versloegen zij de als derde geplaatste Eva Birnerová en Eléni Daniilídou (revanche op de Griekse!) maar struikelden in de tweede ronde. Uiteindelijk wonnen de zussen hun eerste toernooi in januari 2015 te Shenzhen. Tot op heden(juli 2025) won Nadija elf WTA-dubbelspeltitels, waarvan vier met haar zus. Bij het betwisten van de zevende titel, in Chicago 2021, stond zij in de finale zelfs tegenover haar zus.
Haar beste resultaat op de grandslamtoernooien is het bereiken van de derde ronde. Haar hoogste notering op de WTA-ranglijst is de 29e plaats, die zij bereikte in januari 2022.

#### Gemengd dubbelspel
In deze discipline bereikte Kitsjenok de halve finale op Roland Garros 2019, samen met de Pakistaan Aisam-ul-Haq Qureshi.

### Tennis in teamverband
In de periode 2010–2024 maakte Kitsjenok deel uit van het Oekraïense Fed Cup-team – zij behaalde daar een winst/verlies-balans van 9–7. In 2017 speelde zij in Wereldgroep II – zij wonnen daar van Australië; de promotiewedstrijd voor de Wereldgroep I verloren zij van Duitsland, ondanks haar winst in het dubbelspel.

## Posities op deWTA-ranglijst
Positie per einde seizoen:
| jaar | rang enkelspel | rang dubbelspel |
| ---- | -------------- | --------------- |
| 2007 | 889            | –               |
| 2008 | 781            | 379             |
| 2009 | 597            | 282             |
| 2010 | 473            | 161             |
| 2011 | 491            | 144             |
| 2012 | 254            | 111             |
| 2013 | 107            | 107             |
| 2014 | 188            | 95              |
| 2015 | 266            | 59              |
| 2016 | 479            | 67              |
| 2017 | –              | 49              |
| 2018 | –              | 37              |
| 2019 | 621            | 40              |
| 2020 | 653            | 50              |
| 2021 | 1410           | 31              |
| 2022 | 685            | 77              |
| 2023 | –              | 53              |
| 2024 | –              | 40              |

## Palmares
| Legenda                 |
| ----------------------- |
| Grandslamtoernooi       |
| Olympische Spelen       |
| Year-End Championships  |
| Premier Mandatory       |
| Premier Five / WTA 1000 |
| Premier / WTA 500       |
| International / WTA 250 |
| Challenger / WTA 125    |

### WTA-finaleplaatsen enkelspel
geen

### WTA-finaleplaatsen vrouwendubbelspel
| nr.              | finale     | toernooi            | ondergrond    | partner             | tegenstandsters                          | score             |         |
| ---------------- | ---------- | ------------------- | ------------- | ------------------- | ---------------------------------------- | ----------------- | ------- |
| gewonnen finales |            |                     |               |                     |                                          |                   |         |
| 01.              | 2015-01-10 | WTA Shenzhen        | hardcourt     | Ljoedmyla Kitsjenok | Liang Chen Wang Yafan                    | 6-4, 7-6          | details |
| 02.              | 2016-08-04 | WTA Florianópolis   | hardcourt     | Ljoedmyla Kitsjenok | Tímea Babos Réka Luca Jani               | 6-3, 6-1          | details |
| 03.              | 2017-04-30 | WTA Istanbul        | gravel        | Dalila Jakupović    | Nicole Melichar Elise Mertens            | 7-6, 6-2          | details |
| 04.              | 2018-11-04 | Elite Trophy        | hardcourt (i) | Ljoedmyla Kitsjenok | Shuko Aoyama Lidzija Marozava            | 6-4, 3-6, [10-7]  | details |
| 05.              | 2020-01-18 | WTA Hobart          | hardcourt     | Sania Mirza         | Peng Shuai Zhang Shuai                   | 6-4, 6-4          | details |
| 06.              | 2021-03-21 | WTA Sint-Petersburg | hardcourt (i) | Raluca Olaru        | Kaitlyn Christian Sabrina Santamaria     | 2-6, 6-3, [10-8]  | details |
| 07.              | 2021-08-28 | WTA Chicago         | hardcourt     | Raluca Olaru        | Ljoedmyla Kitsjenok Makoto Ninomiya      | 7-6, 5-7, [10-8]  | details |
| 08.              | 2022-10-01 | WTA Tallinn         | hardcourt (i) | Ljoedmyla Kitsjenok | Nicole Melichar-Martinez Laura Siegemund | 7-5, 4-6, [10-7]  | details |
| 09.              | 2023-09-16 | WTA Japan (Osaka)   | hardcourt     | Anna-Lena Friedsam  | Anna Kalinskaja Joelija Poetintseva      | 7-6, 6-3          | details |
| 10.              | 2025-07-20 | WTA Hamburg         | gravel        | Makoto Ninomiya     | Anna Bondár Arantxa Rus                  | 6-4, 3-6, [11-9]  | details |
| 11.              | 2025-07-26 | WTA Praag           | hardcourt     | Makoto Ninomiya     | Lucie Havlíčková Laura Samson            | 1-6, 6-4, [10-7]  | details |
| verloren finales |            |                     |               |                     |                                          |                   |         |
| 01.              | 2011-09-17 | WTA Tasjkent        | hardcourt     | Ljoedmyla Kitsjenok | Eléni Daniilídou Vitalia Djatsjenko      | 4-6, 3-6          | details |
| 02.              | 2014-01-04 | WTA Shenzhen        | hardcourt     | Ljoedmyla Kitsjenok | Monica Niculescu Klára Zakopalová        | 3-6, 4-6          | details |
| 03.              | 2015-05-23 | WTA Straatsburg     | gravel        | Zheng Saisai        | Chuang Chia-jung Liang Chen              | 6-4, 4-6, [10-12] | details |
| 04.              | 2017-04-09 | WTA Monterrey       | hardcourt     | Dalila Jakupović    | Nao Hibino Alicja Rosolska               | 2-6, 6-7          | details |
| 05.              | 2018-05-26 | WTA Straatsburg     | gravel        | Anastasia Rodionova | Mihaela Buzărnescu Raluca Olaru          | 5-7, 5-7          | details |
| 06.              | 2018-08-05 | WTA San José        | hardcourt     | Ljoedmyla Kitsjenok | Latisha Chan Květa Peschke               | 4-6, 1-6          | details |
| 07.              | 2021-06-26 | WTA Bad Homburg     | gras          | Raluca Olaru        | Darija Jurak Andreja Klepač              | 3-6, 1-6          | details |
| 08.              | 2021-10-23 | WTA Moskou          | hardcourt (i) | Raluca Olaru        | Jeļena Ostapenko Kateřina Siniaková      | 2-6, 6-4, [8-10]  | details |
| 09.              | 2022-11-05 | WTA Midland         | hardcourt     | Anna-Lena Friedsam  | Asia Muhammad Alycia Parks               | 2-6, 3-6          | details |
| 10.              | 2023-02-12 | WTA Linz            | hardcourt (i) | Anna-Lena Friedsam  | Natela Dzalamidze Viktória Kužmová       | 6-4, 5-7, [10-12] | details |
| 11.              | 2023-05-20 | WTA Parijs Clarins  | gravel        | Alycia Parks        | Anna Danilina Vera Zvonarjova            | 7-5, 6-7, [12-14] | details |
| 12.              | 2024-04-07 | WTA Charleston      | gravel        | Ljoedmyla Kitsjenok | Ashlyn Krueger Sloane Stephens           | 6-1, 3-6, [7-10]  | details |
| 13.              | 2025-02-02 | WTA Linz            | hardcourt (i) | Ljoedmyla Kitsjenok | Tímea Babos Luisa Stefani                | 6-3, 5-7, [4-10]  | details |

## Resultaten grandslamtoernooien
| Legenda | Legenda                          |
| ------- | -------------------------------- |
| g.t.    | geen toernooi gehouden           |
| l.c.    | lagere categorie                 |
| –       | niet deelgenomen                 |
| G       | uitgeschakeld in de groepsfase   |
| 1R      | uitgeschakeld in de eerste ronde |
| 2R      | uitgeschakeld in de tweede ronde |
| 3R      | uitgeschakeld in de derde ronde  |
| 4R      | uitgeschakeld in de vierde ronde |
| KF      | uitgeschakeld in de kwartfinale  |
| HF      | uitgeschakeld in de halve finale |
| F       | de finale verloren               |
| W       | het toernooi gewonnen            |
| w-v     | winst/verlies-balans             |

### Enkelspel
| toernooi        | 2014 |
| --------------- | ---- |
| Australian Open | 1R   |
| Roland Garros   | 1R   |
| Wimbledon       | –    |
| US Open         | –    |

### Gemengd dubbelspel
| toernooi        | 2018 | 2019 | 2020 | 2021 | 2022 | 2023 | 2024 |
| --------------- | ---- | ---- | ---- | ---- | ---- | ---- | ---- |
| Australian Open | 2R   | –    | KF   | –    | 2R   | –    | 1R   |
| Roland Garros   | –    | HF   | g.t. | –    | –    | –    | –    |
| Wimbledon       | 2R   | 3R   | g.t. | 2R   | –    | –    | 1R   |
| US Open         | KF   | –    | g.t. | –    | –    | 1R   | 2R   |

### Vrouwendubbelspel
| toernooi        | 2014 | 2015 | 2016 | 2017 | 2018 | 2019 | 2020 | 2021 | 2022 | 2023 | 2024 | 2025 |
| --------------- | ---- | ---- | ---- | ---- | ---- | ---- | ---- | ---- | ---- | ---- | ---- | ---- |
| Australian Open | –    | –    | 2R   | 1R   | 3R   | 2R   | 1R   | 2R   | 1R   | 2R   | 1R   | 3R   |
| Roland Garros   | –    | 1R   | 2R   | 1R   | 2R   | 3R   | 1R   | 2R   | 1R   | 1R   | KF   | 1R   |
| Wimbledon       | 2R   | 1R   | 1R   | 2R   | 2R   | 3R   | g.t. | 3R   | 3R   | 1R   | KF   | 1R   |
| US Open         | –    | 2R   | 2R   | 2R   | 1R   | 2R   | 1R   | 3R   | 1R   | 2R   | 1R   |      |